# Селиховское сельское поселение (Тверская область)
Се́лиховское се́льское поселе́ние — муниципальное образование в Конаковском районе Тверской области. Образовано в 2005 году, включило в себя территорию Селиховского сельского округа.
На территории поселения находятся 9 населенных пунктов. Административный центр — село Селихово.

## Географические данные
- Общая площадь: 149,7 км²
- Нахождение: центральная часть Конаковского района, к востоку от города Конаково.
  - Граничит:
    - на севере — с Первомайским СП (по Иваньковскому водохранилищу),
    - на востоке — с Дмитровогорским СП и Ручьевским СП,
    - на юге — с Московской областью, Клинский район,
    - на юго-западе — с Вахонинским СП,
    - на западе — с Конаковским городским поселением.

## Экономика
Основное хозяйство — СПК «Конаковский».

## Население
| 2010  | 2011  | 2012  | 2013  | 2014  | 2015  | 2016  |
| ----- | ----- | ----- | ----- | ----- | ----- | ----- |
| 1855  | ↘1844 | ↘1829 | ↘1810 | ↘1728 | ↘1682 | ↘1636 |
| 2017  | 2018  | 2019  | 2020  | 2021  |       |       |
| ↘1615 | ↘1561 | ↘1516 | ↘1479 | ↘1232 |       |       |

## Состав поселения
На территории поселения находятся следующие населённые пункты:
| № | Тип нп | Название     | Население (2008 год) |
| - | ------ | ------------ | -------------------- |
| 1 | село   | Селихово     | 1506                 |
| 2 | дер.   | Дубровки     | 56                   |
| 3 | дер.   | Заречье      | 99                   |
| 4 | дер.   | Марьино      | 72                   |
| 5 | дер.   | Поречье      | 16                   |
| 6 | дер.   | Сажино       | 204                  |
| 7 | дер.   | Сорокопенино | 39                   |
| 8 | дер.   | Филимоново   | 41                   |
| 9 | дер.   | Чублово      | 18                   |

### Бывшие населенные пункты
На территории поселения находился затопленный при создании Иваньковского водохранилища город Корчева. Также в 1936—1937 годы затоплены (переселены) деревни: Квашниково, Мошковичи, Яковлевская, Зыбань.
 Также исчезли деревни Труфаново, Кривец, Першино.

Деревни Андроново, Клоково, Скрылёво, Григорово, Заборье вошли в черту города Конаково.

## История
В XII—XIV вв. территория поселения относилась к Владимиро-Суздальскому, затем к Тверскому княжеству. В XIV веке присоединена к Великому княжеству Московскому.

- После реформ Петра I территория поселения входила:[14]
  - в 1708—1727 гг. в Санкт-Петербургскую (Ингерманляндскую 1708—1710 гг.) губернию, Тверскую провинцию,
  - в 1727—1775 гг. в Новгородскую губернию, Тверскую провинцию,
  - в 1775—1781 гг. в Тверское наместничество, Тверской уезд,
  - в 1781—1796 гг. в Тверское наместничество, Корчевской уезд,
  - в 1796—1803 гг. в Тверскую губернию, Тверской уезд,
  - в 1803—1922 гг. в Тверскую губернию, Корчевской уезд,
  - в 1922—1929 гг. в Тверскую губернию, Кимрский уезд,
  - в 1929—1935 гг. в Московскую область, Кузнецовский (с 1930 — Конаковский) район,
  - в 1935—1963 гг. в Калининскую область, Конаковский район,
  - в 1963—1965 гг. в Калининскую область, Калининский район,
  - в 1965—1990 гг. в Калининскую область, Конаковский район,
  - с 1990 в Тверскую область, Конаковский район.

В середине XIX-начале XX века деревни поселения относились к Селиховской и Фёдоровской волостям Корчевского уезда.

## Известные люди
- Хлопу́ша (настоящее имя Афанасий Тимофеевич Соколов; 1714—1774) — уроженец с. Мошковичи, участник пугачёвского восстания, атаман одного из отрядов восставших, до восстания — неоднократно судим и приговорён к каторжным работам за уголовные преступления.